# 켈시 발레리니
켈시 발레리니(Kelsea Ballerini, 1993년 9월 12일 ~ )는 미국의 컨트리 싱어송라이터이다.

## 음반 목록
- The First Time (2015)
- Unapologetically (2017)
- Kelsea (2020)
- Subject to Change (2022)